# Nazionale femminile di hockey su prato dello Zimbabwe
La nazionale di hockey su prato femminile dello Zimbabwe è la squadra femminile di hockey su prato rappresentativa dello Zimbabwe ed è posta sotto la giurisdizione della Hockey Association Of Zimbabwe.

## Partecipazioni

### Mondiali
- 1972-2006 – non partecipa

### Olimpiadi
- 1980 – Campione
- 1984-2008 - non partecipa

### Champions Trophy
- 1987-2009 - non partecipa

### Coppa d'Africa
- 2009 - non partecipa